# آی‌دی‌ان

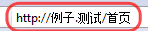
دامنه اینترنتی بین‌المللی

دامنه اینترنتی بین‌المللی (به انگلیسی: Internationalized Domain Names؛ به‌صورت مخفف: IDN) همان دامنهٔ اینترنتی قابل تبدیل است که دارای حروف و کاراکترهایی به زبان غیر لاتین می‌باشد و به همین دلیل برای استفاده مستلزم تبدیل به کد واحدی به نام یونیکود می‌باشد، این ایده در سال ۱۹۹۶ از سوی مارتین دارست پیشنهاد و در سال ۱۹۹۸ توسط تان جری به منظور ثبت دامنه به زبانهای مختلف دنیا (غیر لاتین) ایجاد شده‌است.
در این روش برای هر کاراکتر یا حرف اصطلاحاً یک پانی کد تعریف می‌شود، البته این کار بسیار مشکل است، تصور کنید که این کار باید برای تمامی حروف و کاراکترها و نشانی تمامی زبان‌های دنیا به‌طور جداگانه انجام می‌گرفت، در نسخه ۲۰۰۸ آی دی ان ارائه شده توسط سازمان یونیکود تغییرات زیادی انجام گرفته‌است و پیشرفتهای زیادی نیز حاصل گردیده‌است.